# Bois massif

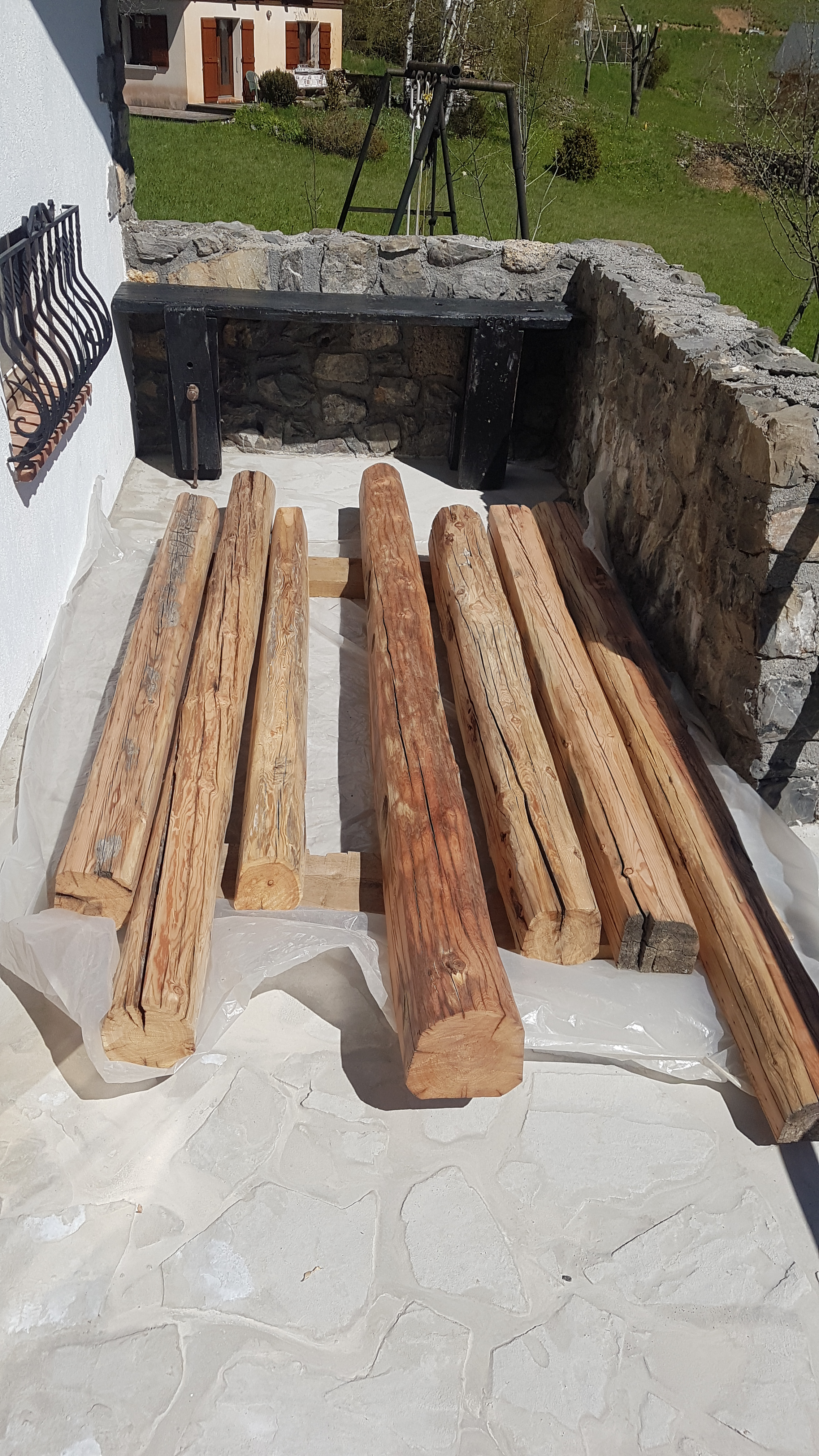
Poutre de mélèze massif

Le bois massif est du bois mis en œuvre au plus près de son état naturel, en éléments relativement robustes et pesants par leur longueur, densité et section.
Le bois massif est un bois non transformé, il ne s'agit pas d'un matériau composite. Il est appelé bois d’œuvre avant d'être transformé comme matériau de construction.
Il existe plusieurs dénominations de bois d'ingénierie massif.

## Exploitation et commerce
La gestion durable de la forêt permet l'exploitation du bois massif. Il est débité dans les scieries qui transforment la grume en planches, madriers, bastaings, chevrons, voliges. Il s'agit de la première transformation du bois.

### Labels et certifications
Plusieurs labels et certifications existent pour valoriser la filière bois massif.
- PEFC
- Bois de France
- Compagnie du hêtre
- Bois des alpes
- Bois de qualité Savoie
- Bois du Sud de France
- Terres de Hêtre
- Bois des territoires du Massif central (BTMC)

## Dérivés commerciaux
Le lamellé-collé est souvent considéré comme un bois massif. Il existe plusieurs appellations tel que le BMR (bois massif reconstitué), le BLC (Bois lamellé-collé), le CLT lamellé-croisé (cross laminated timber) ou le patch Wood (lamelles aboutées en morceaux courts).

## Utilisations
- La charpente
- Le tournage sur bois
- La menuiserie
- L'ébénisterie
- La sculpture sur bois
- Les constructions de maison en bois massif empilé ou fustes.
- La construction en panneau massif : brettstapel, bois lamellé croisé, etc.
- La construction navale utilise les bois dis bois de marine pour leur qualité selon leur utilisation technique (membrures, carlingue, bordé, mats, ponts, vergues)

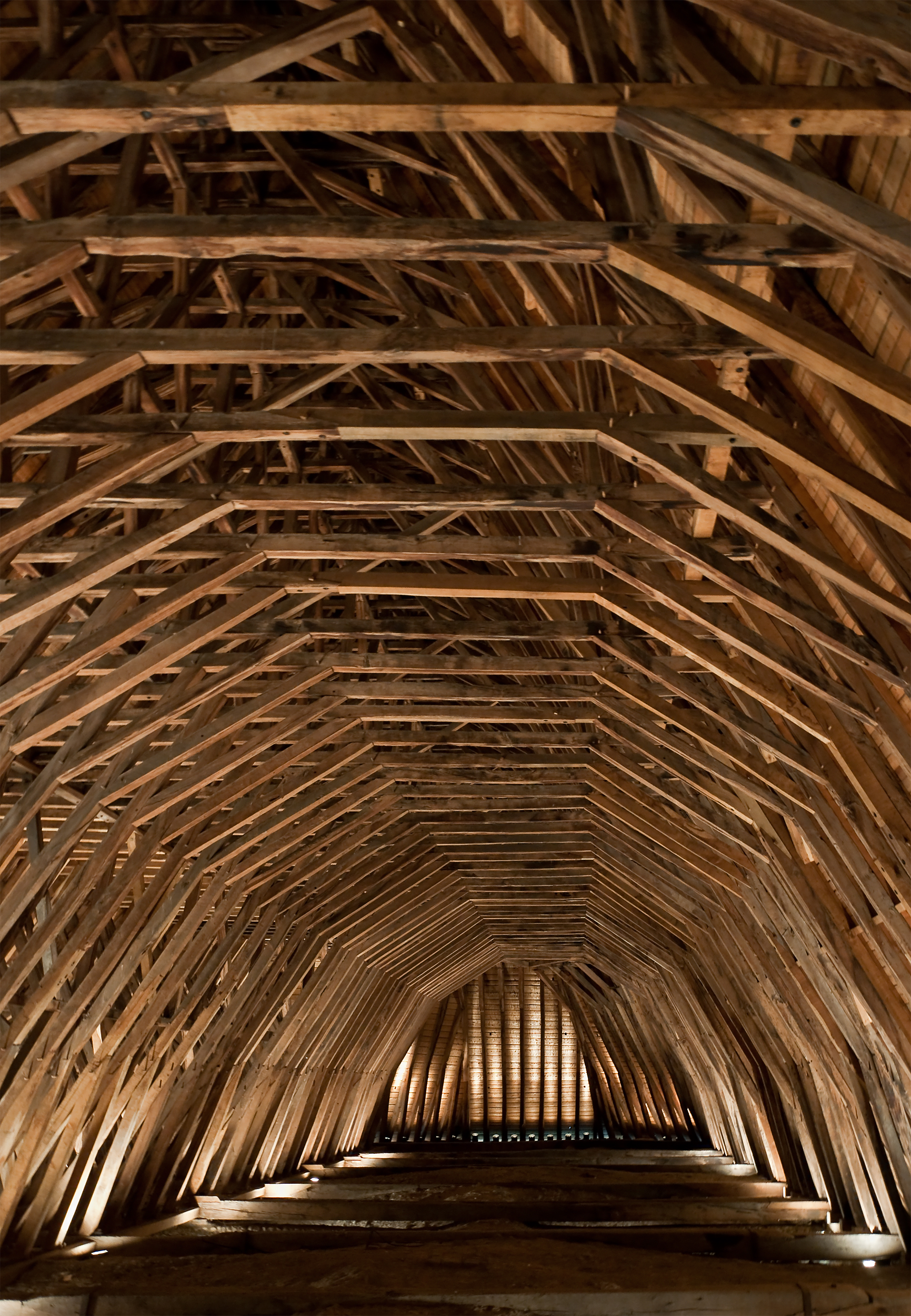
Charpente en bois massif
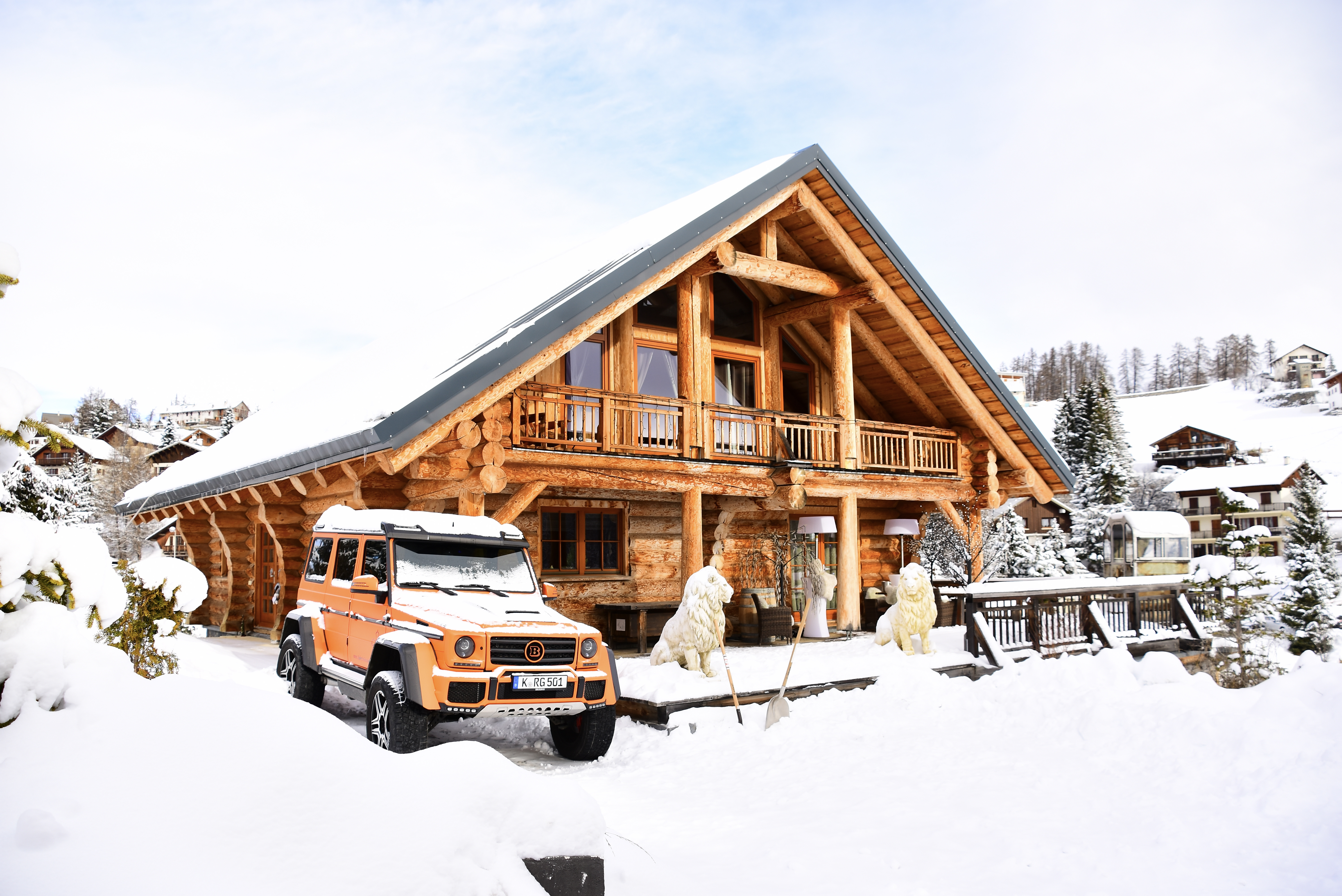
Fuste
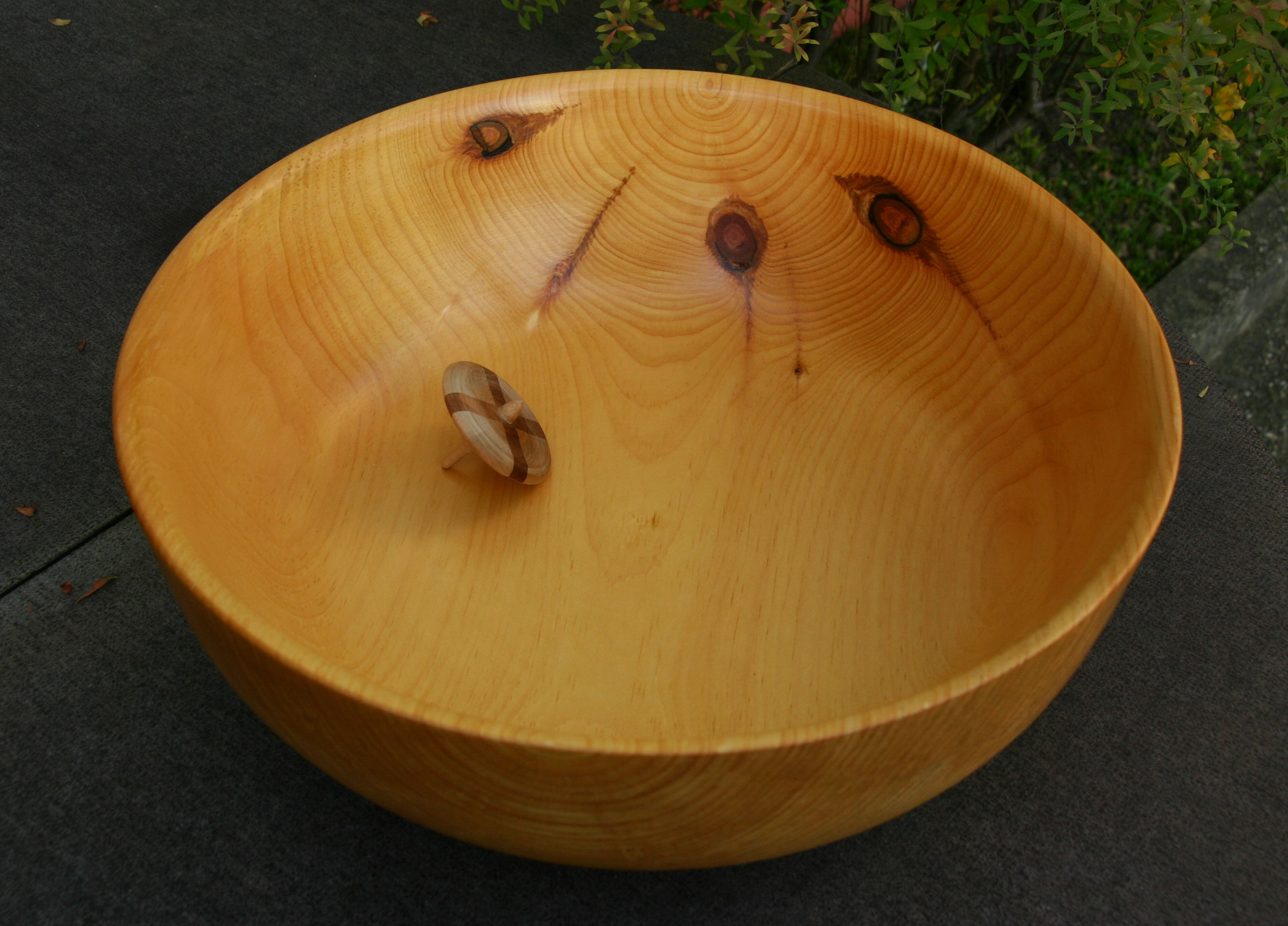
Bol en bois massif
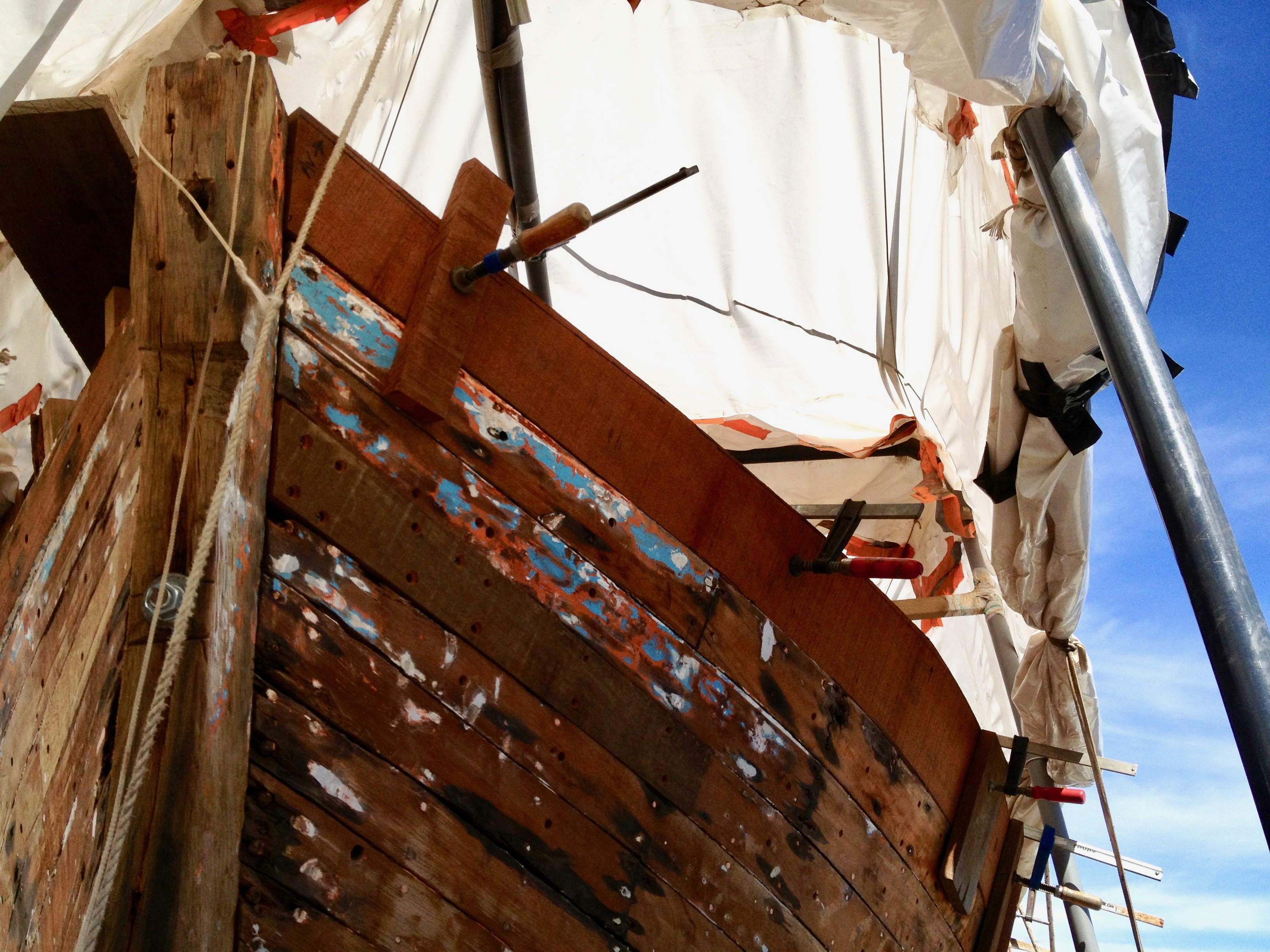
Bordé en sipo massif étuvé pour l'assouplir

## Comparaison avec le bois d'ingénierie
Le bois massif étant d'un façonnage dépourvu de procédés sophistiqués et se présentant de même nature sur toute la longueur des pièces, les réparations s'en trouvent facilitées, à l'inverse de beaucoup de réparations de placage, nettement plus délicates à réaliser.
Les meubles en bois massif sont suffisamment solides pour satisfaire facilement toutes les applications de meubles et peuvent durer des siècles. Le contre-plaqué et les autres produits en bois d'ingénierie utilisés pour fabriquer des meubles sont généralement recouverts d'un placage tel que le cerisier.
Aux États-Unis, il est courant pour les fabricants de meubles et les détaillants de faire de la publicité pour des meubles en contre-plaqué plaqué comme étant faits de wood solids with cherry veneers (bois massif avec placages de cerisier). La plupart des clients pensent que cela signifie des planches pleines de bois moins chers comme le peuplier, avec des bois coûteux tels que le cerisier utilisé pour les placages. Cependant, les wood solids sont un terme de l'art. Les «wood solids» sont simplement du contre-plaqué ou un autre produit de bois d'ingénierie. La Federal Trade Commission n'autorise pas la publicité des meubles comme «en bois massif» à moins que toutes les surfaces exposées soient en fait en bois massif,. Le bois massif coûte cher. Le bois d'ingénierie (souvent annoncé comme des wood solids) ne l'est pas.

## Bois massif vsbois creux
L'une des structures en bois creuses (de l'anglais "hollow wood") les plus fabriquées sont les portes à âme creuse. Ces structures sont beaucoup plus légères que les portes en bois massif, moins chères et plus faciles à installer. Cependant, ces portes isolent moins le son, qui traverse plus simplement, ce qui peut être un problème si la maison est bruyante ou si les occupants souhaitent de l'intimité. De plus, les portes à âme creuse ne doivent pas être utilisées comme portes vers l'extérieur car elles peuvent être ouvertes par des voleurs et sans difficulté. Les portes en bois massif sont légèrement plus résistantes au feu, en cause leurs parts plus importante de matériaux.

## Recyclage
Les déchets du bois massif sont faiblement ou pas adjuvantes.

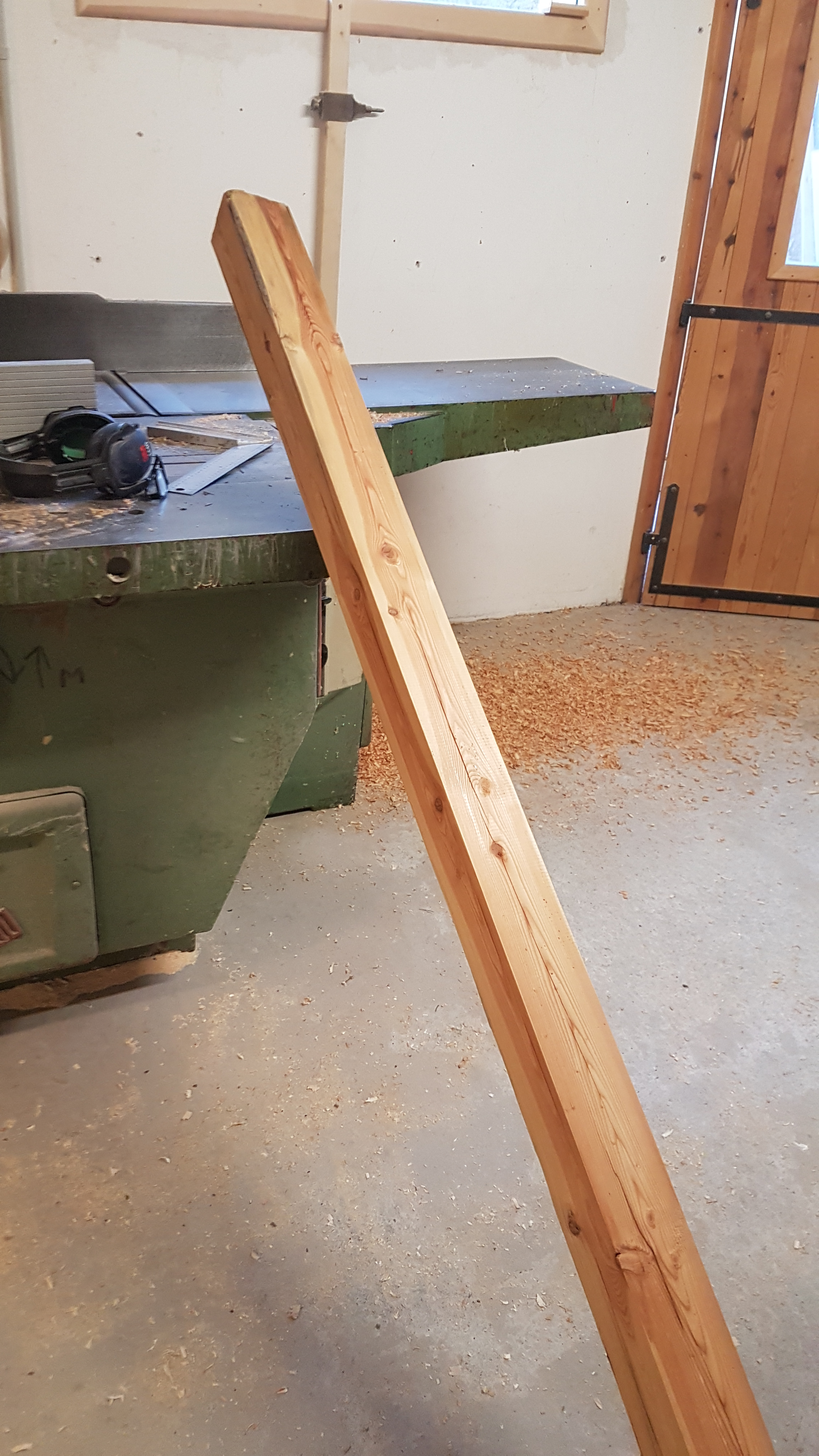
Carrelet de mélèze massif